# Anthostomella torosa
Anthostomella torosa är en svampart som beskrevs av Kohlm. & Volkm.-Kohlm. 2002. Anthostomella torosa ingår i släktet Anthostomella och familjen kolkärnsvampar.   Inga underarter finns listade i Catalogue of Life.